# Inicis de l'escriptura a Grècia
Els inicis de l'escriptura a Grècia es remunten a utilització del sistema d'escriptura Lineal B en diverses polis gregues durant l'època micènica. Posteriorment, durant l'Edat fosca, es va perdre l'escriptura fins al contacte dels grecs amb els fenicis, l'alfabet dels quals van adaptar, donant origen a l'alfabet grec actual.

## Alfabets

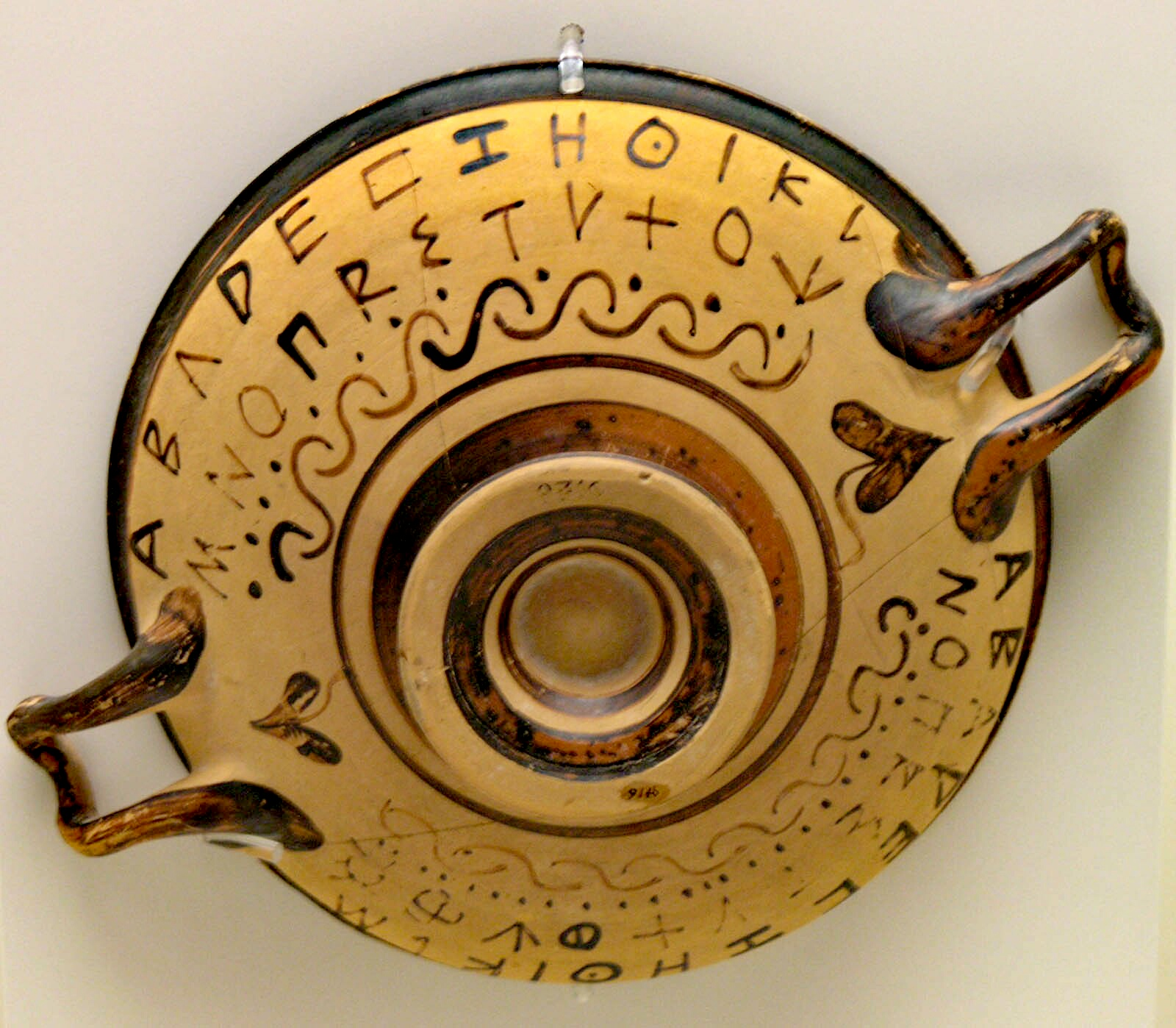
Peça arqueològica amb l'alfabet grec arcaic

Les escriptures gregues més antigues es van realitzar en l'època micènica amb l'alfabet sil·làbic Lineal B. S'han trobat tauletes d'argila amb escriptures d'aquesta època als palaus de Micenes, Tebes, Tirint, Pilo i Cnossos. Però, el Lineal B es va perdre amb el declivi de la cultura micènica vora el 1200 aC, i la cultura grega no va reprendre un sistema d'escriptura fins al contacte amb els fenicis, en el segle viii aC.
Els grecs van adaptar l'alfabet fenici, hi van afegir les seues vocals i el van fer servir també per a representar els nombres amb els mateixos símbols de les lletres. Els primers usos documentats d'aquest nou alfabet daten del 740 aC.

## Alfabetització
De manera general, s'estima que menys d'un terç de la població coneixia les lletres gregues. Tanmateix, el grau d'alfabetització de les diferents polis, moments històrics i estrats socials variava molt. Per exemple, a Atenes es considerava que la majoria dels ciutadans homes podien llegir les inscripcions en pedra, de vegades complexes, mentre que a Esparta els documents escrits eren escassos. La població femenina de les classes socials baixes era analfabeta pràcticament per complet i, entre els esclaus, només estaven alfabetitzats els que treballaven amb els registres financers o llegint textos en veu alta als seus amos.

## Material d'escriptura
El papir va ser el material més comú d'escriptura a Grècia. La matèria primera n'era una planta que creix al Baix Egipte, i és en aquest país on s'han trobat la majoria de papirs grecs, ja que la sorra els ha conservat en molt bones condicions. El jaciment on han aparegut més papirs grecs és el de l'abocador d'Oxirrinc, on van aparèixer més de 50.000 papirs, entre els quals hi havia cartes privades, documents relatius al pagament d'impostos i certificats de defunció. Però, els papirs no es trobaven fàcilment i per aquesta raó era molt comú fer servir els óstraka, fragments de ceràmica dels quals se s'han conservat milers a Grècia perquè resisteixen molt bé el pas del temps.

## Mercat de llibres i biblioteques
A finals del segle v aC, el mercat de llibres en rotllos de papir tenia una certa rellevància en gairebé tota Grècia. A l'àgora d'Atenes es podien comprar nombroses obres a un preu no gaire elevat, ja que eren copiades per esclaus. Les biblioteques públiques van aparèixer a l'època hel·lenística, i la més important va ser-ne la d'Alexandria, fundada per Ptolemeu a mitjans del segle iii aC. Es calcula que va allotjar més de mig milió de rotllos de papir (molt aproximadament, equival a uns 100.000 llibres), i s'hi dedicaren bibliotecaris de prestigi com ara Aristòfanes de Bizanci i Aristarc de Samos. Tot i que es va cremar accidentalment l'any 48 aC, va continuar funcionant fins a l'any 641, quan un general àrab la va tancar. La biblioteca d'Alexandria va conservar el llegat intel·lectual de l'època clàssica i, sense aquesta, els coneixements actuals de l'antiguitat serien molt més pobres. Els documents escrits en l'antiguitat que han arribat fins hui no són els originals que van contenir aquestes biblioteques, sinó còpies d'aquests que es van realitzar durant l'època romana i que van ser recopiades durant l'edat mitjana, primer en papir i més tard en pergamí.